# Christian Magleby
Christian Magleby (født 8. juni 1977) er en tidligere dansk fodboldspiller.
Magleby blev erklæret fodboldinvald i sommeren 2006, efter han fra 1997 til 2005 har spillet for 3 klubber med 162 kampe i den bedste række..
I 2009 startede han med at spille fodbold igen. Denne gang i danmarksserien for Helsingør klubben Elite 3000, efter at han har holdt kontakten med klubbens træner Stefan Bidstrup ved lige, siden de spillede sammen i både Lyngby og Viborg.
Han bor i dag i et hus på Amager.